# 馬特羅山
46°24′37″N 8°55′28″E / 46.41022°N 8.92457°E

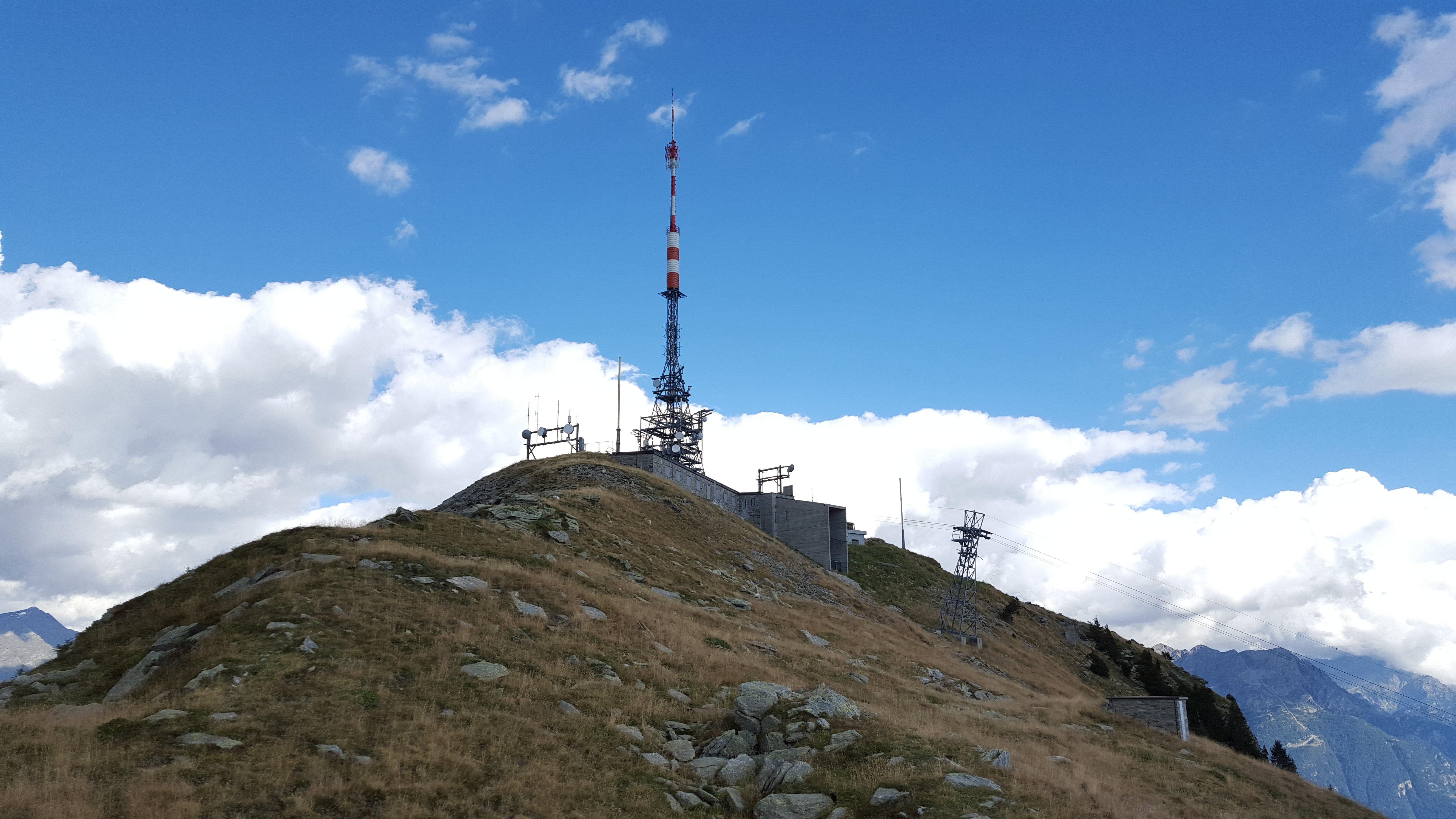

馬特羅山（德語：Matro），是瑞士的山峰，位於該國南部，由提契諾州負責管轄，屬於阿杜拉阿爾卑斯山脈的一部分，海拔高度2,172米，每年平均降雨量2,204毫米。